# Hungershausen
Koordinaten: 51° 19′ 50″ N, 9° 46′ 16″ O
Hungershausen ist eine Wüstung in der Gemarkung von Kleinalmerode, einem Stadtteil von Witzenhausen im nordhessischen Werra-Meißner-Kreis. Heute sind nur noch Reste von mit Steinen befestigten Terrassen zu erkennen.

## Geographische Lage
Die kleine Siedlung befand sich auf 250 m etwa 1 km westlich von Kleinalmerode in einem vom Hungershäuser Bach durchflossenen engen Tal im Kaufunger Wald. Nördlich erhebt sich der Hungershäuser Berg (423,1 m).

## Geschichte
Der Ort wurde im Jahre 1271 in einem Verzeichnis des Klosters Mariengarten als Hungehusen erstmals urkundlich erwähnt. In der Folgezeit erscheint der Ortsname verschiedentlich als Hungershusen (1274, 1275), Hungersusen (1303), Hunghershusen (1337), Hungreshusen (1351), Huongershusen (1360), Hungirßhußin (1448), Hunderßhusen (1456), Hungershuß (1466), Hundelshaus (1575, 1585), Hungershaußen (1599), Hundeshaußen (1681) und sogar Bungershausen (1840–1861). Der Ort, wie auch Kleinalmerode in einer damaligen Allmende des Kaufunger Walds gelegen, wurde 1275 als villa bezeichnet, als Giso von Ziegenberg alle dortigen Rechte seiner Familie, einschließlich Kirchenpatronat, dem Kloster Mariengarten verkaufte. Auch ein gewisser Ludwig von Steinau, der bereits 1274 beim Kloster Mariengarten ein Darlehen auf seinen Besitz in Hungershausen aufgenommen hatte, verkaufte diesen Besitz 1277 dem Kloster.
Das Kirchenpatronat war offensichtlich Streitgegenstand. Es wurde auch von den Herren von Uslar beansprucht, die es im Jahre 1303 gemeinsam mit der Kirche in Kleinalmerode dem Wilhelmitenkloster in Witzenhausen schenkten. Nach Bestreitung des Patronats durch das Kloster Mariengarten wurde es letzterem durch einen Offizial der Propstei Heiligenstadt zuerkannt. Ab 1325 wurden dann die Pfarrer in Hungershausen durch die Herren von Bischoffshausen eingeführt, und 1337 schenkten die Herren von Uslar erneut den Wilhelmiten in Witzenhausen Eigentum oder Patronat der Kirche Hungershausen.
Eine Edelfamilie von Hungershausen soll in Hungershausen ihren Stammsitz gehabt haben, schon bald aber nach Witzenhausen gezogen sein.
Noch 1343 bestand die Siedlung, als Landgraf Heinrich II. von Hessen auf Wunsch des Klosters eine Trennung von Wald und Feld zwischen Hungershausen und dem nordöstlich benachbarten Hubenrode vornahm. Wann genau das kleine Dorf aufgegeben wurde, ist ungewiss, und es geschah wahrscheinlich schrittweise. Bereits 1421 verkaufte das Kloster Mariengarten seine Zinseinkünfte zu Hungershausen. Im Jahre 1456 lag der Ort wüst; seine Bewohner waren in das benachbarte Kleinalmerode (1361 Almederode, 1373 Almerode, 1385 Almederade und Almerodde, 1405 Almerade genannt) gezogen, aber die Feldmark Hungershausen bestand als solche noch bis ins 19. Jahrhundert.
1575 und 1585 befand sich auf dem Gelände des einstigen Dorfs ein Hof der Familie Wolff, mit insgesamt fünf Hausgesessen. 1599 wurde der Ort erneut als Wüstung bezeichnet, und 1681 stand dort wieder ein Hof (mit einem Hausgesess).
Reste der Kirche waren noch im späten 19. Jahrhundert in der Gemarkung von Hubenrode sichtbar.